# 넨도로이드
넨도로이드(일본어: ねんどろいど, 영어: Nendoroid)는 2006년에 일본의 굿 스마일 컴퍼니가 첫선을 보인 소형 플라스틱 피규어 상표로, 약칭은 넨도로(일본어: ねんどろ)다.

## 개요
넨도로이드의 뜻은 ‘점토’를 뜻하는 일본어인 ‘넨도’(일본어: ねんど)와 ‘인간과 닮은 형태의 로봇’을 의미하는 ‘드로이드’(Droid, 안드로이드)의 합성어다. ‘넨도롱’(일본어: ねんどろん)이 원형 제작이나, 제작 협력을 하고 있으며, 2006년에 원더 페스티벌(Wonder Festival)의 컴퓨터 게임인 〈월희〉에 등장하는 ‘네코알쿠’의 제작을 시초로 하고 있다.

## 같이 보기
- 피그마
- 피겨
- 굿 스마일 컴퍼니